# Anton Karinger

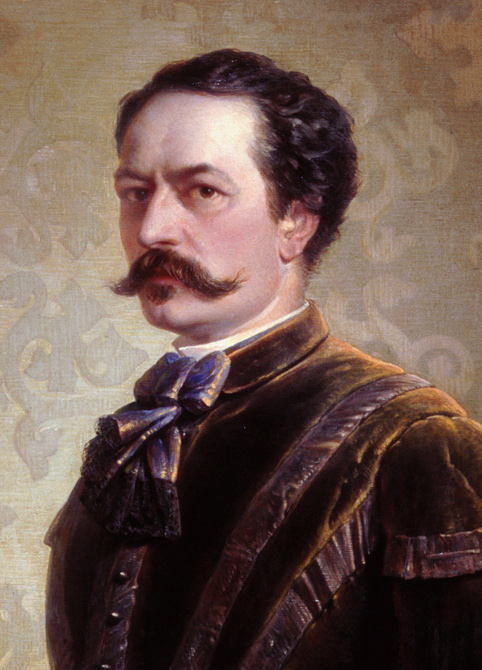
Selbstporträt, 1869

Anton Karinger (* 23. November 1829 in Laibach; † 14. März 1870 ebenda) war ein österreichisch-slowenischer Offizier und Landschaftsmaler.
Karinger studierte seit 1845 Malerei an der Akademie der bildenden Künste Wien bei Franz Steinfeld, danach ab dem 14. November 1847 an der Akademie der bildenden Künste München bei Albert Emil Kirchner.
Karinger diente als Offizier der österreichisch-ungarischen Armee von 1849 bis 1861 in Montenegro und Dalmatien, seit 1850 als Leutnant.

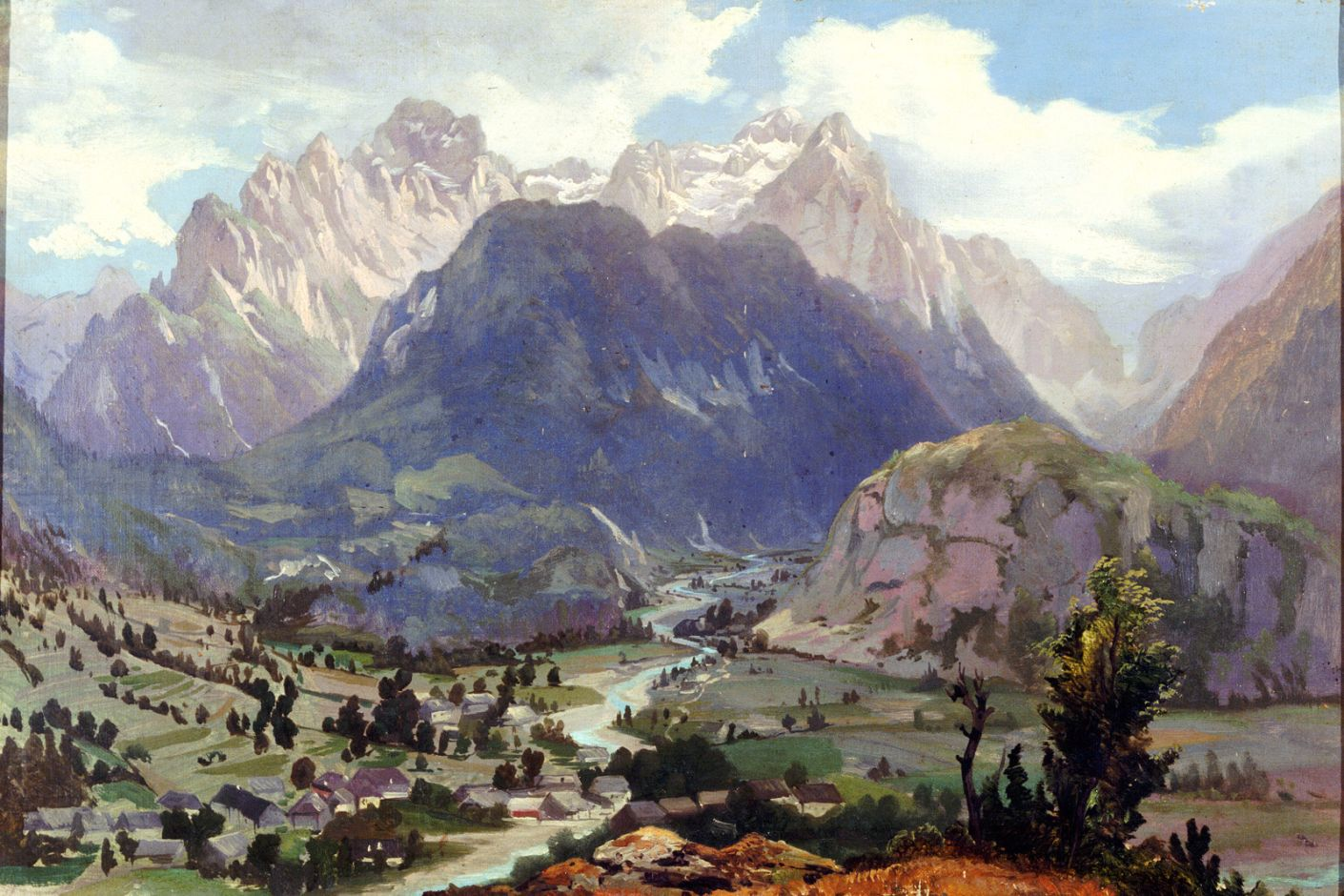
Mojstrana mit dem Vrata-Tal

Erst nach der Beendigung der Offizierslaufbahn kehrte er nach Laibach zurück und widmete sich in seinen neun letzten Lebensjahren der Landschaftsmalerei. Er unternahm viele Studienreisen durch Slowenien und nach Tirol, Kärnten und Bayern. Nebenbei malte er auch Porträts und Städtebilder. Karinger starb im Alter von 41 Jahren.